# Zdihovo (żupania primorsko-gorska)
Zdihovo – wieś w Chorwacji, w żupanii primorsko-gorskiej, w mieście Vrbovsko. W 2011 roku liczyła 28 mieszkańców.